# Windows Server 2016
A Windows Server 2016 a Microsoft Windows NT termékcsaládjának szerveroldali tagja. A Windows 10-zel párhuzamosan fejlesztett szoftver a Windows Server 2012 utódja. Az operációs rendszer és a System Center rendszer-adminisztrációs szolgáltatás első előzetes verziói 2014. október 1-jén váltak elérhetővé; a végleges változatot a 2016. szeptember 26-ai Ignite konferencia keretében adták ki, és 2016. október 12-én került kereskedelmi forgalomba.

## Fejlesztése
Satya Nadella vezérigazgató a Server és System Center termékvonalak fejlesztői csapatait összevonta. A Server és az Azure fejlesztői szorosan együttműködnek egymással.
2017. március 8-án bemutatták az ARMv8-A architektúrán futó verziót. A Microsoft állítólag a Qualcomm Centriq and Cavium ThunderX2 lapkákkal való kompatibilitáson dolgozik, amely veszélyeztetné az Intel szerveroldali piaci előnyét. Később kiderült, hogy a verzió csak belső használatra, az Azure-szolgáltatások teszteléséhez készült.

### Előzetes verziók
Az első béta verzió 2014. október 1-jén jelent meg; a licenc érvényessége kezdetben 2015. április 15-e volt, de később kiadtak egy eszközt, amivel ez a következő verzió megjelenéséig, májusig kitolható. A 16237-es verzió a Windows Insider-résztvevők számára 2017. július 13-án vált elérhetővé.

### Végleges kiadás
A szoftver végleges verzióját a 2016. szeptember 26-ai Ignite konferencián adták ki. A korábbiaktól eltérően a mennyiségi licencnél nem a processzorszálak, hanem a -magok számát veszik figyelembe. A Standard és Datacenter változatoknál fizikai processzoronként minimum nyolc, szerverenként pedig minimum tizenhat magos licencet kell vásárolni. A Standard kiadás licence kettes csomagokban érhető el, amely kettő virtualizált környezet létrehozását engedélyezi. A 16 magos limit túllépésekor további licenceket kell venni.

## Funkciói
- Az Active Directory Federation Services támogatja a nem Active Directory forrásból (LDAP-könyvtárak és SQL-adatbázisok) származó felhasználói fiókok hitelesítését[15]
- A Windows Defender felhasználói felület nélküli verziója automatikusan telepítve van; a GUI Windows-szolgáltatásként manuálisan installálható[16]
- OpenGL 4.4 és OpenCL 1.1, valamint a MultiPoint-szolgáltatások támogatása a távoli elérésnél[17]
- SMB3 protokoll használata a fájlok visszaállításához; a lemezekről pillanatkép készül[18]
- Tárhelyklónozás[19]
- Előazonosítás webalkalmazásoknál, HTTP-ről HTTPS-re való átirányítás[20]
- Az IIS 10-es verziója támogatja a HTTP 2.0-t[21]
- PowerShell 5.1[22]
- Virtualizációs tárolók[23]

### Hálózati képességek
- A NAP-protokoll támogatásának eltávolítása[24]
- DNS-irányelvek, a több hálózati csatolóval rendelkező számítógépek jobb támogatása[25][26]
- GRE-alagutak támogatása[27]
- IP-cím-menedzsment, a /31, /32 és /128 méretű alhálózatok támogatása[28]
- Eszköz a fizikai és virtuális hálózati hardverek és szolgáltatások kezelésére[29]
- Hálózati virtualizáció a Hyper-V-nél, a VXLAN támogatása[30]

### Hyper-V
- A gördülő frissítési rendszerrel a Server 2016-ot futtató gépek a Server 2012 R2-t futtató gépeket tartalmazó számítógépfürtökhöz is hozzáadhatóak[31]
- A végpontok közötti teljesítmény monitorozása és irányelvek létrehozása a QoS-szel
- Új bináris adatformátumok (.vmcx és .vmrs)
- Termékmérföldkövek támogatása
- Kezelőszoftver a hitelesítési adatokhoz és webszolgáltatásokhoz
- Integrációs szolgáltatások a Windows Update-en terjesztett vendég operációs rendszerekhez
- Memória és hálózati csatolók futás közbeni hozzáadása és eltávolítása
- Biztonságos rendszerindítás támogatása Linuxnál
- A Connected Standby energiagazdálkodási specifikáció támogatása
- A virtuális gépek felfüggesztése a tárhellyel való kapcsolat elvesztésekor[32]
- A távoli memóriaeléréssel kompatibilis virtuális kapcsoló[33]

### Nano Server
A Nano Server grafikus felület nélküli verzió, amely a 32 bites programok futtatásához szükséges WoW64-et és a Windows Installert sem tartalmazza. A bejelentkezés kezdetben csak távolról (parancssorosan vagy grafikusan) volt lehetséges, azonban a Technical Preview 5-től lehetséges a helyi parancssoros belépés is. Jeffrey Snover szoftvermérnök szerint a Nano Server a teljes verzióhoz képest 93%-kal kevesebb tárhelyet igényel, 92%-kal kevesebb biztonsági riasztást adnak ki hozzá, és 80%-kal kevesebb újraindítást igényel.
A kiadás csak a Microsoft Software Assurance előfizetőinek, valamint a felhőszolgáltatások (például Azure vagy Amazon Web Services) használóinak érhető el.
A 1709-es frissítéstől kezdve a Nano Server csak virtuális tárolóba telepíthető.

## Verziótörténet

### Technical Preview
Az első, 6.4.9841-es verziószámot viselő béta 2014. október 1-jén vált elérhetővé.

### Technical Preview 2
A 2015. május 4-én megjelent 10.0.10074-es verzió az alábbi újításokat tartalmazza:
- Grafikus felület nélküli telepítési lehetőség (Nano Server)[40][41]
- Memória és hálózati csatoló futás közbeni módosítása virtuális gépeknél, amelyekre a számítógépfürt összeomlása nincs hatással
- Gördülő rendszerű frissítések[40]
- Négy helyett kettő hálózati csatoló támogatása RDMA-forgalomban a stabilitás érdekében, PacketDirect szolgáltatás 40 gigabites Ethernetnél
- Virtuális tárolók rugalmassága, a tárolók klónozása
- Biztonsági rétegek a gazda és vendég rendszerek között, az adminisztrációs lehetőségek szükséges mértékűre korlátozása
- PowerShell-csomagkezelő
- Alkalmazáson belüli OpenID- és OAuth-hitelesítés, valamint az OpenGL támogatása
- A minimális felületű telepítési opció alapértelmezetté tétele[42]

### Technical Preview 3
A 2015. augusztus 29-én megjelent 10.0.10514-es verzió az alábbi funkciókat tartalmazza:
- Virtualizáció az operációs rendszer szintjén
- Az LDAP-könyvtárakban szereplő felhasználók Active Directoryn keresztüli hitelesítése
- Az asztali felületet is installáló telepítési opciót átnevezték; a továbbiakban nem lehetséges a minimális környezetet biztosító Server Core-ra, illetve az arról történő átállás[42]

### Technical Preview 4
A 2015. november 19-étől elérhető 10.0.10586-os verzió funkciói:
- DNS- és IIS-szerepek támogatása Nano Server módban, valamint PowerShell-modul a telepítési képfájlok egyszerűsítésére
- Minden HyperV-tároló egy kis erőforrásigényű virtuális gépben fut

### Technical Preview 5
A 2016. április 27-én megjelent 10.0.14300-es verziójú kiadás funkciói:
- Jobb időszinkronizáció a fizikai és virtuális gépeknél is
- Windows 10-es tárolók támogatása, jobb teljesítmény
- A Nano Server képfájlkészítőjének átalakítása, a gazda és vendég operációs rendszer jobb elkülöníthetősége; a helyreállítási parancssor fejlesztése
- A virtuális eszközök hálózati forgalma tükrözhető és átirányítható az Azure-hoz hasonlóan
- A távoli hozzáféréssel az Azure SQL adatbázisok is kezelhetőek
- A Nano Serveren a PowerShell már helyileg is futtatható
- Védett virtuális gépek automatikus lemeztitkosítással, valamint a forgalom titkosításának támogatásával

### Végleges verzió
A 2016. szeptember 26-án kiadott 10.0.14393-as verzió tartalma:
- 180 napos kipróbálási lehetőség
- A Start menü hibáinak javítása
- Jobb teljesítmény
- A Windows Store-alkalmazások eltávolítása
- Háttér a bejelentkező képernyőn
- Windows Hello
- Sötét téma

## Féléves funkciófrissítések

### 1709
A Windows 10 őszi alkotói frissítésével megegyező, Windows Server by Microsoft nevet viselő kiadás 2017. október 17-én jelent meg. A Microsoft Software Assurance szolgáltatásra előfizetők számára elérhető frissítés a Server Core és Nano Server változatokhoz érhető el; utóbbihoz csak virtualizációs tároló formájában.

### 1803
A Windows 10 2018. áprilisi frissítésével megegyező verziójú kiadás az utolsó féléves frissítés; a 1809-es már a Server 2019-hez jelent meg.

## Fordítás
- Ez a szócikk részben vagy egészben  a   Windows Server 2016 című angol Wikipédia-szócikk ezen változatának fordításán alapul.  Az eredeti cikk szerkesztőit annak laptörténete sorolja fel. Ez a jelzés csupán a megfogalmazás eredetét és a szerzői jogokat jelzi, nem szolgál a cikkben szereplő információk forrásmegjelöléseként.